# Joan McCusker
Joan McCusker, née Joan Elizabeth Inglis le 8 juin 1965 à Yorkton, est une joueuse canadienne de curling notamment championne olympique en 1998.

## Biographie
Joan McCusker s'associe avec la skip Sandra Schmirler ainsi que Jan Betker et Marcia Gudereit. Elles sont championnes du Canada et du monde en 1993, 1994 et 1997. Représentant leur pays aux Jeux olympiques d'hiver de 1998 à Nagano au Japon, où le curling est un sport officiel pour la première fois depuis 1924, Schmirler et ses coéquipières deviennent championnes olympiques après avoir battu le Danemark en finale. Elles deviennent membres du Curling Hall of Fame en 1999 et du Panthéon des sports canadiens en 2000. Schmirler meurt d'un cancer en mars 2000, à l'âge de 36 ans, et McCusker arrête le curling quelques années après. Elle travaille dès 2001 en tant que consultante pour la Canadian Broadcasting Corporation